# Marius Mason
Marius Jacob Mason (nacido como Marie Mason el 26 de enero de 1962-) es un anarquista estadounidense que en 2009 fue condenado a 22 años de prisión tras admitir 13 cargos de incendio premeditado y daños a la propiedad por valor de $4 millones de dólares Mason, miembro del Frente de Liberación de la Tierra, fue procesado por un ataque en 1999 contra un edificio en la Universidad Estatal de Michigan, en sus instalaciones en East Lansing, Michigan, que causó daños por más de $1 millón de dólares, emprendida como protesta contra la investigación de cultivos modificados genéticamente. Otros 3 millones de dólares en daños incluyeron ataques contra viviendas en construcción y embarcaciones propiedad de un criador de visones.
Los partidarios afirman que este caso representa una forma de persecución política, como parte del fenómeno Green Scare, cuando se dicta una sentencia excesiva a un individuo que cometió delitos contra la propiedad.
A mediados de julio de 2014 Marius se declaró como un hombre transgénero.

## Trasfondo
Mason ha trabajado como jardinero, músico, escritor, Earth First! organizador y voluntario de un colectivo herbolario sanitario gratuito. Es padre de dos hijos, y con su esposo en ese momento, Frank Ambrose, iniciaron una oficina que tenía registros relacionados con la investigación de papas genéticamente modificadas resistentes a las polillas, financiada por USAID y la compañía de biotecnología Monsanto ($ 2,500 de los $ 20 millones de financiamiento). Al día siguiente, Mason y Ambrose prendieron fuego a equipos comerciales de tala en Mesick, Michigan. Ambos incendios provocados fueron reivindicados por el Frente de Liberación de la Tierra como acciones contra la ingeniería genética, la deforestación y otros actos destructivos para el medio ambiente. El 31 de diciembre de 1999, miembros del Frente de Liberación de la Tierra reclamaron un ataque incendiario en el edificio agrícola de la Universidad Estatal de Michigan ubicado en East Lansing, Michigan, EE. UU. ELF afirmó que prendió el fuego específicamente para detener el trabajo de aquellos que estudian alimentos genéticamente modificados.
Posteriormente, Ambrose fue capturado y accedió a convertirse en informante del gobierno, dando información que condujo al arresto de Marius Mason. Fue arrestado el 10 de marzo de 2008 por agentes del FBI, y sentenciado a 22 años de prisión el 6 de febrero del 2009.

## Juicios
Según el fiscal federal adjunto Hagen Frank, sobre la acusación que busca una sentencia de 20 años, esta sería "la sentencia más onerosa impuesta en un caso de este tipo". En el juicio, la fiscalía argumentó que "una buena causa no justifica los peores medios. Así no es como funciona la sociedad".
Durante la audiencia de tres horas, Mason dijo: "Lo siento sinceramente por aquellos que estaban personalmente asustados por mis acciones ... Tenía la intención de inspirar pensamiento y compasión, no miedo". Después de la sentencia, el abogado defensor John Minock declaró que apelaría y comentó: "Estoy conmocionado. Es tremendamente desproporcionado con respecto a otros casos". Durante la sentencia, el FBI envió un comunicado de prensa a los medios locales advirtiendo sobre la posibilidad de que miembros del Frente de Liberación Animal y del Frente de Liberación de la Tierra llevasen a cabo protestas. Esta advertencia fue denunciada por los simpatizantes como un intento de asustar a la gente que se presente en el evento para expresar su apoyo, ya que estas formas de protesta no son utilizadas por este tipo de grupos.